# (9858) 1991 OL1
A (9858) 1991 OL1 egy kisbolygó a Naprendszerben. Henry Debehogne fedezte fel 1991. július 18-án.